# Coraline Ada Ehmke
Coraline Ada Ehmke is een softwareontwikkelaar en open source-pleitbezorger woonachtig in Chicago, Illinois. Ze begon in 1994 haar carrière als webontwikkelaar en heeft in verschillende bedrijfstakken gewerkt, waaronder ingenieursbedrijven, advies, onderwijs, reclame, gezondheidszorg en infrastructuur voor softwareontwikkeling. Ze staat bekend om haar werk in Ruby en verdiende in 2016 de Ruby Hero-prijs op RailsConf, een conferentie voor Ruby on Rails-ontwikkelaars. Ze staat ook bekend om haar sociale rechtvaardigheidswerk en activisme, de oprichting van Contributor Covenant en het bevorderen van de wijdverbreide goedkeuring van gedragscodes voor open source projecten en gemeenschappen.

## Carrière
Ehmke begon in 1994 met het schrijven van software in de programmeertaal Perl. Ze heeft sindsdien software geschreven in ASP. NET en Java, voordat ze in 2007 Ruby ontdekte. Ze is de auteur van 25 Ruby-edelstenen en heeft bijgedragen aan projecten zoals Rspec en Ruby on Rails. Ze heeft op veel softwareconferenties gesproken en ze heeft keynote-speeches gegeven op meerdere technologieconferenties wereldwijd, waaronder RubyFuza in Kaapstad, Zuid-Afrika en RubyConf Brazilië.
In 2013 behoorde Ehmke op de Madison + Ruby-conferentie tot de groep mensen die de oprichting aankondigde van een gemeenschap voor LGBT-technologen, LGBTech genaamd. Tijdens deze aankondiging kwam ze ook publiekelijk naar buiten als transgender.
In 2014 creëerde Ehmke OS4W.org, een website die alle vrouwen helpt bij het bijdragen aan open source door hen in contact te brengen met mentoren en programmeerpartners, en door open source-projecten te identificeren die diverse bijdragers verwelkomen.
Ook creëerde ze in 2014 ze het Contributor Covenant, een gedragscode die wordt gebruikt in meer dan 40.000 open source-projecten, waaronder projecten van Google, Microsoft en Apple. In 2016 ontving ze een Ruby Hero-prijs als erkenning voor haar werk aan het Contributor Covenant. Nadat er in maart 2014 beschuldigingen van seksuele intimidatie waren geuit tegen de oprichter en CEO van GitHub en zijn vrouw, sloot Ehmke zich aan bij Betsy Haibel om een dienst te creëren, de Culture Offset. Culture Offset stond mensen toe die GitHub wilden boycotten maar dit niet konden omdat hun werk het gebruik ervan moest "compenseren" door donaties te richten aan organisaties die werkten om ondervertegenwoordigde mensen in de technologie-industrie te helpen. Dit project stond in de Wall Street Journal en Wired Magazine.
Ehmke was panellid op de Ruby Rogues-podcast van 2014 tot 2016 en is medeoprichter van de Greater Than Code-podcast. Ze zit in de raden van bestuur van Ruby Together en RailsBridge.
In 2016 trad ze toe tot GitHub als senior ontwikkelaar in een team dat communitymanagement en anti-intimidatiefuncties voor het softwareplatform ontwikkelt. Ze werd ongeveer een jaar later ontslagen en op 5 juli 2017 publiceerde ze een artikel waarin de cultuur van Github en de omstandigheden rond haar vertrek werden bekritiseerd. Haar verhaal was te zien in een rapport uit 2017 over zwijgclausules en reputatieschadeovereenkomsten, gepubliceerd door CNN.
In 2018 nam Ehmke deel aan een debat op het United Nations Forum on Business and Human Rights in Genève, Zwitserland over het onderwerp dat technologiebedrijven een bedreiging vormen voor de mensenrechten.
Ehmke is herhaaldelijk het doelwit geweest van negatieve berichtgeving door extreemrechtse organisaties en bloggers, waaronder Breitbart News, en heeft zichzelf beschreven als een "Notorious Social Justice Warrior" nadat ze die naam had gekregen in een Breitbart-artikel over haar deelname GitHub.

## Privéleven
Ehmke is transgender en begon haar transitie in maart 2014. Ze is publiekelijk geweest over haar transitie in de hoop anderen te helpen, en heeft verschillende interviews gegeven over haar ervaringen met transitie en werken als transvrouw in technologie. Ze heeft ook een lezing gegeven over haar ervaringen met de titel "Hij werkt hier niet meer" op de conferenties Keep Ruby Weird, Alterconf en Madison + Ruby.
Ehmke schrijft en neemt muziek op en heeft verschillende albums uitgebracht onder de naam A Little Fire Scarecrow.